# Международен съюз по далекосъобщения
Международният съюз по далекосъобщения (на английски: International Telecommunication Union, ITU) е международна организация, определяща препоръките (рекомендациите) в областта на информационните и комуникационни технологии, а също регулираща въпросите по международното използване на радиочестотите (разпределението на радиочестотите по предназначение и по страни). Основана е като Международен телеграфен съюз през 1865 г., от 1947 г. е специализирана агенция на ООН.
Седалището ѝ се намира в Женева и е член на Групата за развитие на ООН. В ITU участват 193 страни и около 700 членове от различни сектори и асоциации.
Съществена функция на ITU е обсъждането и международното разпределение на радиопрефиксите.
В ITU участват 193 страни и повече от 700 членове по сектори и асоциации (научни организации, индустриални предприятия, държавни и частни телекомуникационни оператори, радиопредавателни компании, регионални и международни организации).
Стандартите (по-точно, препоръките, рекомендациите по терминологията на ITU, на английски: Recommendations) не са задължителни, но широко се прилагат и поддържат, тъй като облекчават взаимодействието между съобщителните мрежи и позволяват на операторите (провайдерите) на телекомуникационни услуги да предоставят услуги по цял свят.